# Невідомий солдат (фільм, 2017)
«Невідомий солдат» (фін. Tuntematon sotilas) — фінський воєнний фільм режисера Аку Лоугімієса, випущений у 2017 році. Це третя адаптація однойменного роману Вяйне Лінна, опублікованого в 1954 році. Попередні дві вийшли у 1955 і 1985 роках. Ця адаптація при тому є першою, яка спирається на рукопис роману, який спершу мав назву Sotaromaani — «Роман про війну», а не на подальші редакції роману, які лягли в основу двох попередніх екранізацій.
Фільм оповідає історію з позиції фінської кулеметної роти під час радянсько-фінської війни (1941—1944). «Невідомий солдат» став найдорожчим фінським фільмом на момент свого виходу, маючи кошторис у 7 мільйонів євро.
Фільм отримав чотири премії Юссі за найкращу чоловічу роль, а також за найкращий монтаж, найкращу роботу художника-постановщика та найкращий звуковий монтаж із одинадцяти номінацій.

## Сюжет
Кулеметна рота була розгорнута в червні 1941 року на плацдарм для підготовки до нападу на Радянський Союз. Перша атака на радянські позиції відбувається біля болота. Після низки боїв солдати просуваються до Східної Карелії. У жовтні 1941 року вони прибувають у місто Петрозаводськ, де вони взаємодіють з місцевими жителями. Роті наказано захищатися від радянської атаки взимку вздовж річки Свір. Лахтінен гине під час радянського прориву, але капрал Рокка зупиняє атаку противника з флангу, влаштовуючи засідку на загін із 50 осіб і розстрілюючи їх з висоти із пістолета-кулемета Suomi KP/-31. Фільм розповідає про період позиційної війни з 1942 по 1943 рік. Солдати до сп'яніння напиваються кілʼєю (домашнє цукрове вино) під час святкування дня народження головнокомандувача фельдмаршала Карла Густава Еміля Маннергейма, одного з новобранців вбиває снайпер, а до роти надходить заміна.
Радянська Виборзько-Петрозаводська наступальна операція влітку 1944 року змушує фінську армію почати відхід із завойованих територій. Гієтанен спочатку отримує поранення від артилерії, а пізніше помирає під час нападу на евакуаційну машину. У подальших боях рота зазнає великих втрат, включно із загибеллю капітана Карілуото, і топить свої кулемети під час відступу. Невдовзі після цього рота повинна тримати оборону проти нового радянського нападу. Коскела гине, коли кидає в радянський танк ранцевий заряд. Після останньої контратаки фінів війна закінчується припиненням вогню у вересні 1944 року. Солдати піднімаються зі своїх окопів після того, як припиняється останній радянський артилерійський обстріл, і слухають перші оголошення по радіо про можливе московське перемир'я. Фільм завершується показом наслідків війни та реальної хроніки того часу.

## У ролях
- Ееро Аго — капрал Антеро Рокка, фермер родом з Карельського перешийка і ветеран Зимової війни, який пішов на війну, щоб «вбивати, а не бути вбитим» і не вірить у військову дисципліну.[10][11][12][13]
- Йоганнес Голопайнен — молодший лейтенант Йорма Карілуото, пізніше лейтенант і капітан. Романтик, який вважає, що смерть у бою — це найвища честь.[11][13]
- Юссі Ватанен — молодший лейтенант Вілхо «Вілле» Йоганнес Коскела, командир взводу, пізніше лейтенант. Коскела описаний як архетиповий фін: мовчазний, порядний та чесний.[12][13]
- Аку Гірвініємі — капрал Урго Гієтанен, веселий жартівник з Південно-Західної Фінляндії, пізніше сержант.[12]
- Севері Саарінен — капрал Лехто. Агресивний, ненавидить слабкість.
- Ганнес Суомінен — рядовий Вангала родом з Тавастії, пізніше капрал і єфрейтор. Не сприймає війну всерйоз і любить слухати платівки із совєтськими піснями.[12][13]
- Паула Весала — Лююті, дружина Рокки, яка залишається на Карельському перешийку, щоб піклуватися про ферму та їхніх дітей. Цей персонаж не з'являвся в попередніх екранізаціях.[12]
- Самулі Ваурамо — Ламміо, командир взводу, який отримує звання капітана та командира роти після першого бою.[12] У цій екранізації Ламміо зображений більш людяним, аніж його карикатурне зображення у попередніх.[11]
- Йоонас Сартамо — Юрйе Лахтінен, прихильник комунізму, учасник Громадянської війни.[13]
- Артту Капулайнен — рядовий Сусі («Суен Тассу»), мовчазний сусід і найближчий друг Рокки з Карельського перешийка, який всюди слідує за ним.[13]
- Андрей Ален — рядовий Рахікайнен, який використовує події під час війни на власну користь.[12][13]
- Ейно Хейсканен — рядовий Ріітаоя, боязкий та нерішучий солдат.
- Кімі Вілккула — рядовий Сіхвонен.
- Юго Мілонофф — Аарне Хонкайокі, рядовий з резерву.[13]
- Еемелі Лоугіміес — Асуманіємі, 19-річний рядовий, надісланий як підкріплення.
- Матті Рістінен — майор Сарастіе, командир батальйону.[14]
- Діана Пожарська — російська дівчина Веера, у яку закоханий Урго Гієтанен.
- Макс Оваска — рядовий Мяяття родом з півночі Фінляндії, пізніше капрал та молодший сержант.
- Яркко Лахті — рядовий Вііріля.
- Акселі Коукі — рядовий Сало.
- Маркетта Тікканен — Сіркка, наречена Йорми Карілуото.
- Еліас Гоулд — рядовий Уккола.
- Анніка Стенвалль — лотта Котілайнен.
- Оскар Пеюсті — фельдфебель Сінкконен.
- Янне Віртанен — підполковник Кар'юла.
- Піркка-Пекка Петеліус — капітан Каарна.

## Виробництво

### Розробка і фінансування
Планування третьої адаптації роману «Невідомий солдат» почалося ще наприкінці 2000-х років, коли режисер Лоугімієс та сценарист Рантала завершили її сценарій влітку 2009 року. На основі цього сценарію у загальних рисах було розроблено план зйомок та їх приблизний бюджет. Попри певні затримки проєкт просувався і продовжував перебувати в таємниці.
Робота над фільмом розпочалася у вересні 2014 року, коли Фінський кінофонд виділив 30 000 євро продюсерській компанії Аку Лоугімієса для його плану покласти в основу фільму рукописну версію оригінального роману Sotaromaani («Роман про війну»), випущену в 2010 році. За словами Лоугімієса, його бачення фільму полягало в тому, щоб зробити сучасну версію класики, схожу на нові версії «Макбета» або «Отелло», і донести оригінальний роман до «сьогоднішньої аудиторії», включаючи молоде покоління, яке навряд чи на той час читало роман Вяйне Лінни або дивилось перший фільм. Лоугімієс порівняв сценарій з «Тонкою червоною лінією» — обидва з цих фільмів містять сюжетні історії з початкових джерел.
З бюджетом у 7 мільйонів євро «Невідомий солдат» став найдорожчим фільмом, коли-небудь знятим у Фінляндії або фінською мовою. Продюсери представили фільм інвесторам лише за допомогою сценарію, і фінансування фільму було повністю забезпечено в серпні 2015 року. 5 мільйонів євро з фінансування надійшло від приватних інвесторів, таких як компанія з виробництва відеоігор Supercell, банківська група LähiTapiola та фонди. Крім того, 1 мільйон євро надійшов від Фінського кінофонду та 1 мільйон євро від національного мовника Yle. Виробництвом фільму зайнялися фінська компанія Elokuvaosakeyhtiö Suomi 2017 спільно з ісландською компанією Kvikmyndafélag Íslands та бельгійською компанією Scope Pictures у ролі співпродюсерів. Повідомляється, що Rafale International, виробник оборонної авіації, чий винищувач Dassault Rafale був одним із літаків, які розглядалися для заміни флоту F/A-18 Hornet ВПС Фінляндії, був головним партнером фільму.
Третя адаптація «Невідомого солдата» була готова до виробництва наприкінці літа 2015 року.

### Зйомки

Для підвищення реалістичності у фільмі було використано природне освітлення.

Зйомки розпочалися 6 червня 2016 року і були завершені за 80 днів за участю понад 3 000 статистів і за підтримки Збройних сил Фінляндії в таких місцях Фінляндії, як фортеця Свеаборг і цілина Північної Карелії, причому більшість бойових сцен були зроблені на полігоні Карельської бригади. Бойові сцени спершу планувалося знімати на територіях Карельської бригади, але через відсутність снігу їх відзняли в Кугмо. Спочатку понад 14 000 людей зголосилися бути статистами, з яких на зйомки потрапили лише близько 3000. 29 червня 2016 року було встановлено світовий рекорд Гіннеса, коли Дункан Кепп з IFX International Special Effects підірвав найбільшу кількість вибухівки за один дубль фільму — 70,54 кг тротилового еквівалента. До 72-го дня зйомок знімальна групою зі 120 осіб відзняла 458 годин. Бенджамін Мерсер монтував і фільм, і п'ятисерійний телевізійний серіал за допомогою програми Final Cut Pro X.
Актори, деякі з яких мали попередній військовий досвід, пройшли навчання в навчальному таборі щодо навичок виживання в дикій природі, наприклад, як зігрітися взимку та як пересуватися на лижах у лісі. Лоугімієс хотів, щоб «люди відчули і зрозуміли, як це — бути на війні». Актори спали на місцях зйомок у військових наметах, які зігрівалися піччю. Для надання сценам реалістичності фільм знімали без штучного освітлення, використовуючи будь-які умови, які були у знімальної групи.
Під час зйомок у Векаран'ярві наприкінці липня 2016 року 58-річний чоловік, що працював асистентом, потрапив під колеса кінного возу і помер від отриманих травм у серпні того ж року.
Перший трейлер фільму вийшов 1 червня 2017 року.

### Музика
Саундтрек до фільму був написаний Лассе Енерсеном (з яким Лоугімієс вже співпрацював раніше) і записаний з симфонічним оркестром Лахті в Сібеліус-холі. Лоугімієс хотів, щоб музика відображала «душу і крихкість», в той час як Енерсен описав її як «просту, сувору, іноді сиру і потворну» і виключив теми героїзму або перемоги в партитурі. Лоугімієс вважав важливим те, щоб музика була створена у Фінляндії відповідно до 100-річчя незалежності країни. Під час зйомок Енерсен відвідав локації фільму, щоб поспілкуватися з акторами, знайти натхнення та поспостерігати за процесом. Він вирішив використовувати синтезатор і скрипку Гардингфеля, традиційний норвезький інструмент, щоб доповнити музику оркестру. Каоїмхін О'Рагхаллай, ірландський скрипаль, виконав партію на цій скрипці. 15 вересня 2017 року фінський поп-рок гурт Haloo Helsinki! випустив пісню «Tuntematon» («Невідомий»), тематично пов'язану з фільмом через її текст і музичне відео, у створенні якого брав участь і Аку Лоугімієс.

## Випуск
Вихід фільму був приурочений до сторіччя незалежності Фінляндії. Прем'єра у Фінляндії відбулася 27 жовтня 2017 року у 140 місцях з віковим рейтингом 16 років. ; світова прем'єра кінострічки відбулася до того, 12 жовтня 2017 року, у Гельсінкі. Німецький незалежний кінодистриб'ютор Beta Cinema також придбав права на міжнародні продажі фільму. «Невідомий солдат» був показаний на Американському кіноринку в листопаді 2017 року, і в тому ж місяці SF Studios придбала права на дистрибуцію для Швеції, Норвегії та Данії, а Arrow Films — для Великої Британії та Ірландії. У той час як хронометраж оригінальної версії фільму в кінотеатрах становив 179 хвилин, міжнародна версія була скорочена до 133 хвилин. Прем'єра міжнародної версії фільму відбулася на Талліннському кінофестивалі «Чорні ночі» в Естонії 23 листопада 2017 року.
26 березня 2018 року фільм «Невідомий солдат» було випущено на DVD та Blu-ray; на Blu-ray вийшла й міжнародна версія. Станом на грудень 2018 року загальні продажі записів на DVD та Blu-ray перевищили показник у 100 000 примірників. У 2018 році Kino Lorber придбали права на показ картини у США та Канаді, де фільм під назвою «Unknown Soldier» був вперше показаний на стрімінгових сервісах у 101-шу річницю незалежності Фінляндії, 6 грудня 2018 року. На DVD фільм вийшов 12 березня 2019 року.
Крім того, була випущена п'ятисерійна телеверсія загальною тривалістю 4 години 30 хвилин. Прем'єра серіалу відбулася 30 грудня 2018 року.

### Касові збори
У Фінляндії «Невідомий солдат» під час попередніх показів та у перші вихідні після прем'єри зібрав у прокаті 3 млн євро, тим самим побивши рекорд найкасовіших вихідних після прем'єри серед фільмів фінською мовою та посів третє місце після таких кінокартин, як «Зоряні війни: Пробудження Сили» та «007: Спектр». «Невідомий солдат» став найкасовішим фільмом фінського кінематографу у 2017 році, зібравши в прокаті 13,5 млн євро.

## Нагороди та номінації
| Нагорода        | Дата                   | Категорія                              | Номінант                                    | Результат | Виноски |
| --------------- | ---------------------- | -------------------------------------- | ------------------------------------------- | --------- | ------- |
| Юссі            | 23 листопада 2018 року | Найкращий фільм                        | Аку Лоугімієс, Мікко Тенгунен, Мія Гаавісто | Номінація | [ 9 ]   |
| Юссі            | 23 листопада 2018 року | Найкращий режисер                      | Аку Лоугімієс                               | Номінація | [ 9 ]   |
| Юссі            | 23 листопада 2018 року | Найкращий актор                        | Ееро Аго                                    | Перемога  | [ 9 ]   |
| Юссі            | 23 листопада 2018 року | Найкращий актор другого плану          | Аку Гірвініємі                              | Номінація | [ 9 ]   |
| Юссі            | 23 листопада 2018 року | Найкращий актор другого плану          | Юссі Ватанен                                | Номінація | [ 9 ]   |
| Юссі            | 23 листопада 2018 року | Найкращий монтаж                       | Бенджамін Мерсер                            | Перемога  | [ 9 ]   |
| Юссі            | 23 листопада 2018 року | Найкраща операторська робота           | Міка Орасмаа                                | Номінація | [ 9 ]   |
| Юссі            | 23 листопада 2018 року | Найкраща музика                        | Лассе Енерсен                               | Номінація | [ 9 ]   |
| Юссі            | 23 листопада 2018 року | Найкращий звуковий монтаж              | Кірка Сайніо                                | Перемога  | [ 9 ]   |
| Юссі            | 23 листопада 2018 року | Найкраща робота художника-постановщика | Салла Юлі-Луопа                             | Перемога  | [ 9 ]   |
| Kultainen Venla | 11 січня 2019 року     | Найкращий актор                        | Ееро Аго                                    | Перемога  | [ 51 ]  |